# Epistolarum Medicinalium libri quinque
Epistolarum Medicinalium libri quinque (latinsky Pět knih lékařských dopisů) je kniha lékaře a botanika Pietra Andrea Mattioliho z roku 1561. Obsahuje latinsky psané lékařské dopisy Mattioliho významným pacientům, což byl v 16. století běžný způsob publikování nových lékařských objevů či postupů a podobných odborných novinek.

Kniha byla vydána v Praze, kde Ital Mattioli od roku 1554 žil, neboť zde působil ve funkci osobního lékaře místodržitele a arciknížete Ferdinanda Tyrolského. Epistolarum Medicinalium libri quinque byla první Mattioliho knihou vydanou v Melantrichově tiskárně. V rychlém sledu po ní následoval Mattioliho proslulý Herbář neboli Bylinář v českém a německém vydání, kniha o moru a další publikace. Grafická úprava knihy dosahuje velmi vysoké úrovně a dokládá Melantrichovo typografické mistrovství. Vedle několika ilustrací, mj. celostránkové ilustrace s Mattioliho portrétem, a pěti vyobrazení do té doby neznámých druhů rostlin a zvířat obsahuje ušlechtile řezané iniciály. Prestižnost specializované publikace, která se sice prodávala po celé tehdejší Evropě, avšak v poměrně malém počtu, dokládá také fakt, že si pro tuto příležitost Melantrich nechal zhotovit nový tiskařský signet.
Kniha byla vybavena privilegiem Ferdinanda I. pro Habsburské země a Františka II. pro Francii. Zřejmě především kvůli distribuci se Melantrich spojil s významným benátským nakladatelem Vincentem Valgarissem, jehož signet je otištěn na zadní stránce knihy vedle signetu Melantichova, přestože kniha prokazatelně vznikla v Praze. Část nákladu, zřejmě určená pro italský trh, byla dokonce Valgarissovým signetem vybavena i na titulní straně, přestože i tyto exempláře pocházejí z pražské Melantrichovy tiskárny.